# Émile Boivin
Pour les articles homonymes, voir Boivin.
Émile Boivin est un peintre orientaliste français né à Sainte-Marie-du-Mont (Manche) le 20 octobre 1845 et mort en 1920. 

## Biographie
Émile Boivin travailla à Tunis et Alger. Il fut l'élève de Quillard et de Migno[Lesquels ?]. Son tableau Montagnes de Choua fut acquis par l’État français. 
On connaît également de lui certaines œuvres relatant la vie rurale et des scènes de voyage. 
Le tableau Caravane de gitans (54 × 81 cm) montrant une roulotte de gitans sur une route a été proposé en vente publique, à Nîmes en 2012. 
Il est officier de l'ordre du Nichan Iftikhar.

## Œuvres
Œuvres orientalistes
- La Montagne rose de l'Amar-Kadour
- Biskra
- Montagne de Choua
- Gourbis près de Béni-Mora, Biskra
- L'Escadre française dans le grand port d'Alger